# Франц Антон фон Харах
Франц Антон фон Харах (на немски: Franz Anton Fürst von Harrach zu Rohrau; * 2 октомври 1665, Виена; † 18 юли 1727, Залцбург) е имперски княз на Харах-Рорау, княжески епископ на Виена (1702 – 1705), архиепископ на Залцбург (1709 – 1727) и примат на Германия.

## Живот
Той е вторият син на граф Фердинанд Бонавентура I фон Харах (1636/1637 – 1706), дипломат, доверено лице на император Леополд I, и съпругата му графиня Йохана Терезия фон Ламберг (1639 – 1716), дъщеря на граф Йохан Максимилиан фон Ламберг (1608 – 1682) и графиня Юдит Ребека Елеонора фон Врбна-Фройдентал (1612 – 1690). Внук е на граф Ото Фридрих фон Харах-Рорау (1610 – 1639) и Лавиния Текла Гонзага фон Новелара († 1639). По-голям брат е на граф Алойз Томас Раймунд фон Харах (1669 – 1742).
Франц Антон расте в Мадрид, следва каноническо и цивилно право в „Collegium Germanicum“ в Рим. Той е издигнат от император Леополд I ad personam на имперски княз.
През 1685 г. Франц Антон става домхер в Пасау, 1687 г. каноник в Залцбург и 1692 г. там катедрален дехант. Император Леополд I го прави през юли 1701 г. на „коадютор“ на Виена, папското одобрение идва на 1 декември. Той също е титуларен епископ на Епифания ин Сирия.
Когато княжеският епископ на Виена граф Ернест фон Траутзон умира на 7 януари 1702 г., Харах го наследява и е помазан за епископ. На 29 май 1709 г. става и управляващ княз и архиепископ в Залцбург. Той помага на бедните и хората го обичали.
- Франц Антон като княжески епископ на Виена
- Гробното място на Франц Антон
- Паметник на Франц Антон в катедралата на Залцбург